# Isabelle Boffey
Isabelle Boffey (née le 13 avril 2000 à Londres) est une athlète britannique, spécialiste du 800 mètres.

## Biographie
Titrée lors des championnats d'Europe jeunesse 2016, elle remporte la médaille d'or du 800 m et du 4 × 400 m lors des championnats d'Europe juniors 2019.
En 2021, elle se classe sixième des championnats d'Europe en salle et décroche par ailleurs la médaille d'or des championnats d'Europe espoirs.

## Palmarès
| Date | Compétition                    | Lieu     | Résultat | Épreuve | Temps         |
| ---- | ------------------------------ | -------- | -------- | ------- | ------------- |
| 2016 | Championnats d'Europe jeunesse | Tbilissi | 1re      | 800 m   | 2 min 7 s 19  |
| 2019 | Championnats d'Europe juniors  | Borås    | 1re      | 800 m   | 2 min 2 s 92  |
| 2019 | Championnats d'Europe juniors  | Borås    | 1re      | 4×400 m | 3 min 33 s 03 |
| 2021 | Championnats d'Europe en salle | Toruń    | 6e       | 800 m   | 2 min 7 s 26  |
| 2021 | Championnats d'Europe espoirs  | Tallinn  | 1re      | 800 m   | 2 min 1 s 80  |

## Records
| Épreuve    | Épreuve   | Performance  | Lieu       | Date            |
| ---------- | --------- | ------------ | ---------- | --------------- |
| 800 mètres | Plein air | 2 min 1 s 24 | Marseille  | 9 juin 2021     |
| 800 mètres | Salle     | 2 min 0 s 25 | Birmingham | 25 février 2023 |